# ハワイ・レインボーウォリアーズ&レインボーワヒネ
ハワイ・レインボーウォリアーズ（英: Hawaii Rainbow Warriors）および ハワイ・レインボーワヒネ（英: Hawaii Rainbow Wahine）は、アメリカ合衆国のハワイ大学マノア校のスポーツ競技チーム。NCAAディビジョンI所属。

## 競技チーム
| 男子スポーツ                            | 女子スポーツ       |
| --------------------------------------- | ------------------ |
| 野球                                    | バスケットボール   |
| バスケットボール                        | ビーチバレーボール |
| フットボール                            | クロスカントリー   |
| ゴルフ                                  | ゴルフ             |
| 水泳・飛込                              | サッカー           |
| テニス                                  | ソフトボール       |
| バレーボール                            | 水泳・飛込         |
|                                         | テニス             |
|                                         | 陸上†              |
|                                         | バレーボール       |
|                                         | 水球               |
| 男女混合スポーツ                        |                    |
| セーリング                              |                    |
| †屋外競技チームと室内競技チームがある。 |                    |